# Епископ костајнички Арсеније
Арсеније Теофановић (умро 15. маја 1753. године) је био српски православни епископ костајнички од 1750. до 1753. године.
Пре но што је постао владика, Арсеније Теофановић је стекао добро образовање, студирајући 1745. године на немачком универзитету у Халеу, где је у склопу теолошких студија учио грчки и хебрејски. Након смрти костајничког епископа Алексија Андрејевића (1749), карловачки митрополит Павле Ненадовић је одлучио да изврши преуређење епархијске мреже у западним областима Карловачке митрополије. У том смислу, приликом избора Арсенија Теофановића за новог костајничког епископа (1750) донете су две веома важне одлуке: Лика и Крбава изузете су из надлежности костајничког епископа и пренете у надлежност горњокарловачког епископа, а Костајничкој епархији је на другој страни прикључено читаво подручје дотадашње Северинско-лепавинске епархије. Тако је Арсеније Теофановић као епископ костајнички добио на управу пространо подручје од Баније на југу, до Вараждинског генералата на северу, са два главна духовна средишта у српским православним манастирима Комоговини и Лепавини.